# Бленда (Підляське воєводство)
Бленда (пол. Blenda) — село в Польщі, у гміні Пшеросль Сувальського повіту Підляського воєводства.
Населення — 130 осіб (2011).
У 1975-1998 роках село належало до Сувальського воєводства.

## Демографія
Демографічна структура станом на 31 березня 2011 року:
|          | Загалом | Допрацездатний вік | Працездатний вік | Постпрацездатний вік |
| -------- | ------- | ------------------ | ---------------- | -------------------- |
| Чоловіки | 66      | 21                 | 31               | 14                   |
| Жінки    | 64      | 14                 | 36               | 14                   |
| Разом    | 130     | 35                 | 67               | 28                   |